# Mönkloh
Mönkloh ist eine Gemeinde im Kreis Segeberg in Schleswig-Holstein.

## Geografie

### Lage und Ortsteil
Das Gemeindegebiet von Mönkloh liegt etwa 7 km südwestlich von Bad Bramstedt in ländlicher Umgebung. Einziger Wohnplatz ist das namenstiftende Dorf.

### Nachbargemeinden
Unmittelbar angrenzende Gemeinden sind:
| Hingstheide | Föhrden-Barl                                | Weddelbrook |
|             | Kompassrose, die auf Nachbargemeinden zeigt |             |
| Bokel       |                                             | Heidmoor    |

## Politik

### Gemeindevertretung
Bei der Kommunalwahl am 14. Mai 2023 wurden insgesamt neun Sitze vergeben. Von diesen erhielt die Wählergemeinschaft Mönkloh fünf Sitze und die Bürgerinitiative Mönkloh vier Sitze.

### Wappen
Blasonierung: „In Grün ein breiter schräglinker silberner Balken, darin ein blaues Kreuz. Oben zwei goldene Ähren, unten eine silberne Geweihstange.“

## Sehenswürdigkeiten
Am Mönchsweg gibt es eine kleine Waldkapelle.
Einige alte Bäume sind als Naturdenkmale ausgewiesen.

## Wirtschaft und Infrastruktur

### Wirtschaftsstruktur
Für die Gemeinde ist die Forstwirtschaft von besonderer Bedeutung. 700 ha des Forstes Hasselbusch der Schleswig-Holsteinische Landesforsten liegen im Gemeindegebiet. Es gibt vorwiegend Nadelwald, der auch als Naherholungsziel von Bedeutung ist.

### Verkehr
Nördlich verläuft die Bundesstraße 206 von Bad Bramstedt nach Itzehoe, östlich die Bundesstraße 4 von Hamburg nach Bad Bramstedt.

## Bilder

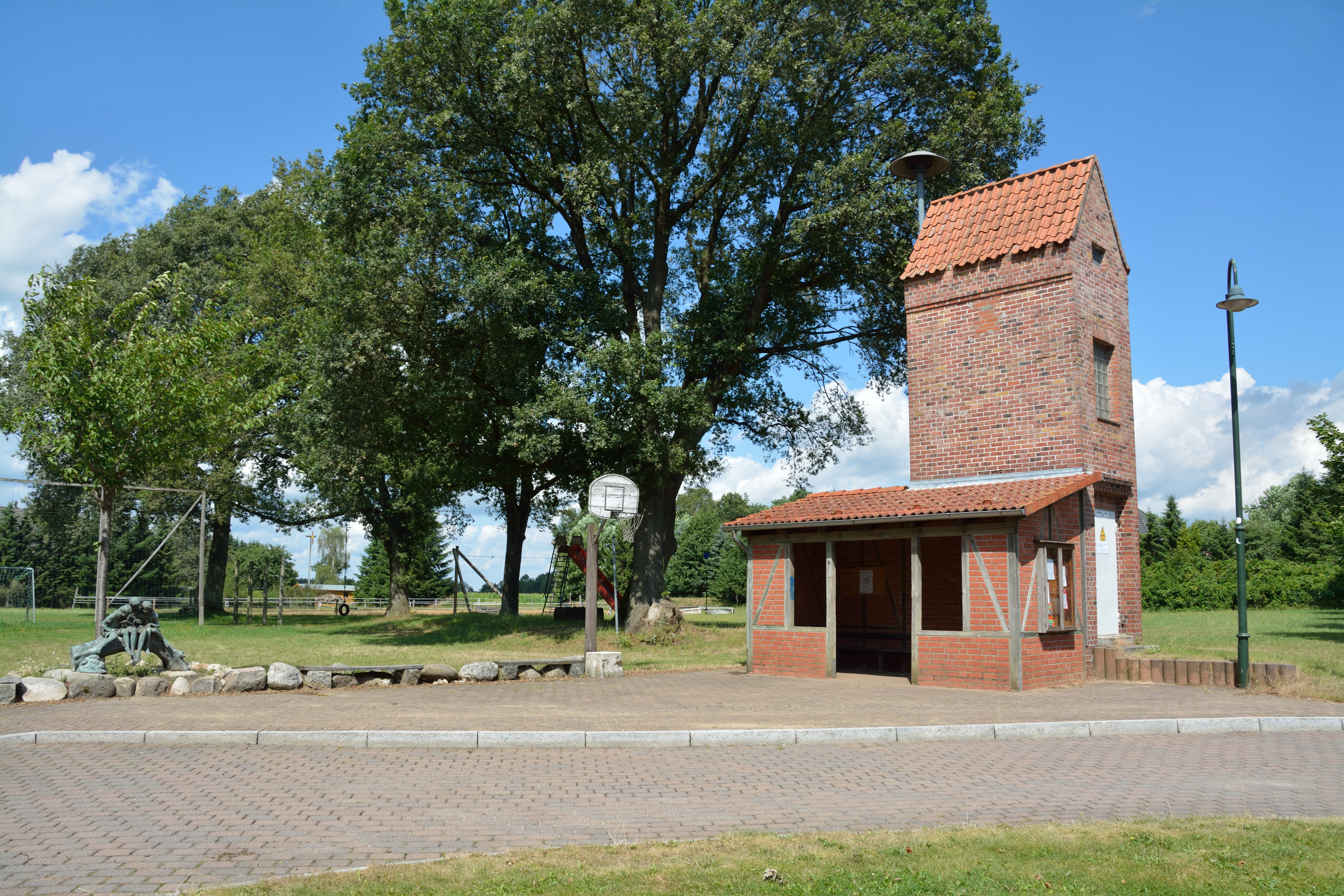
Kunst im öffentlichen Raum in Mönkloh mit einer Signatur von Leonardo Rossi; Übersicht über den Dorfplatz
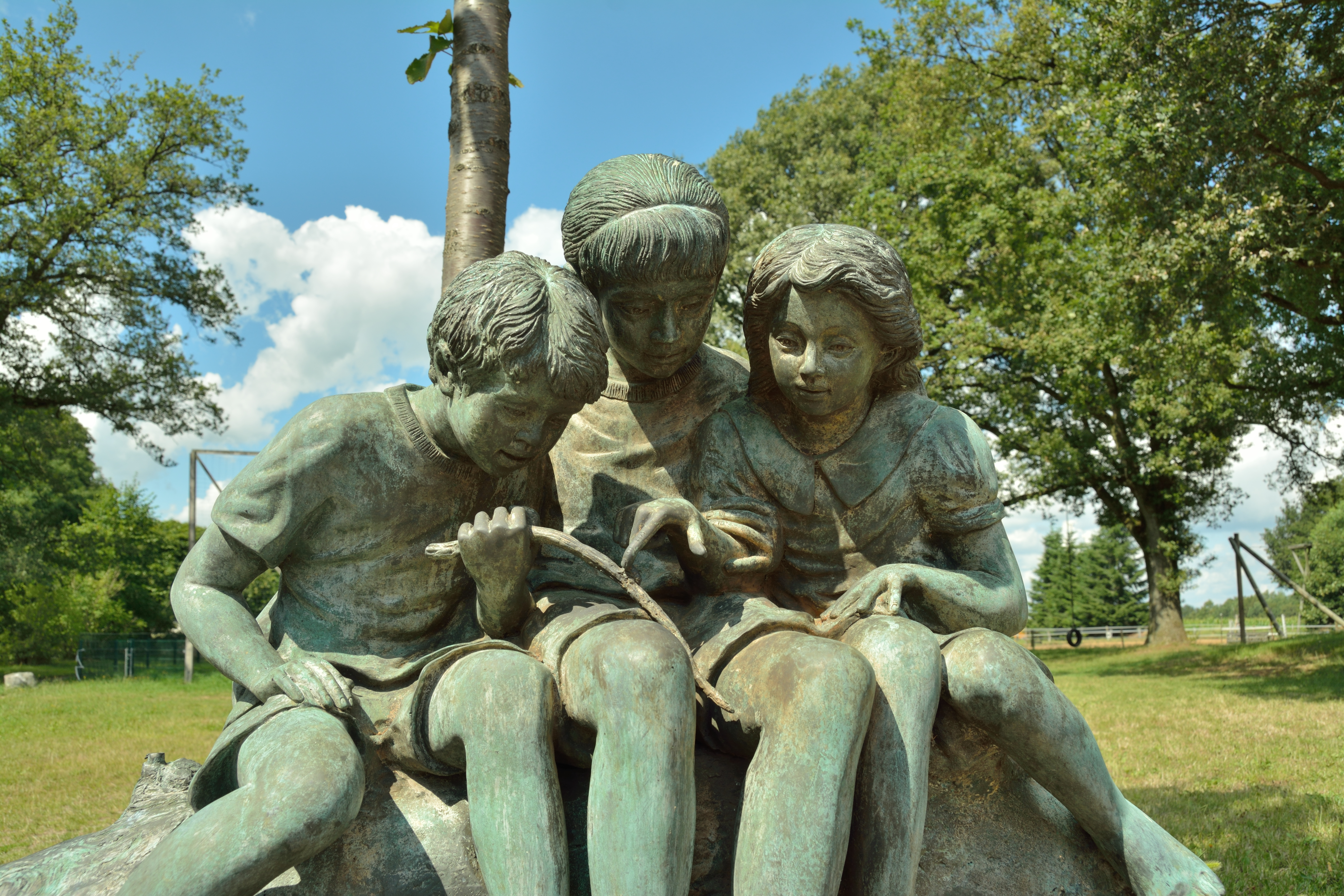
Dito, Detail
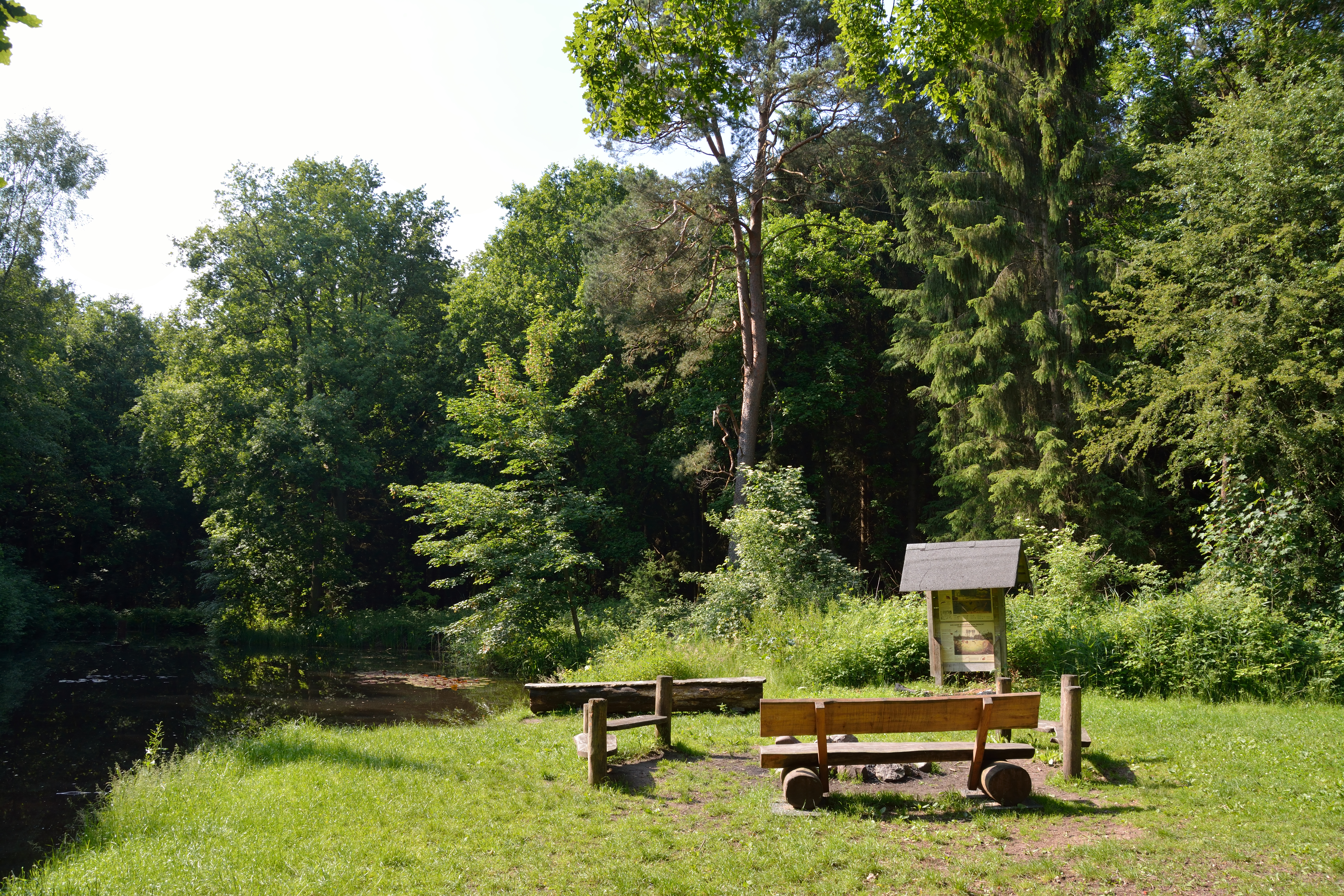
Grillplatz im Wald Hasselbusch
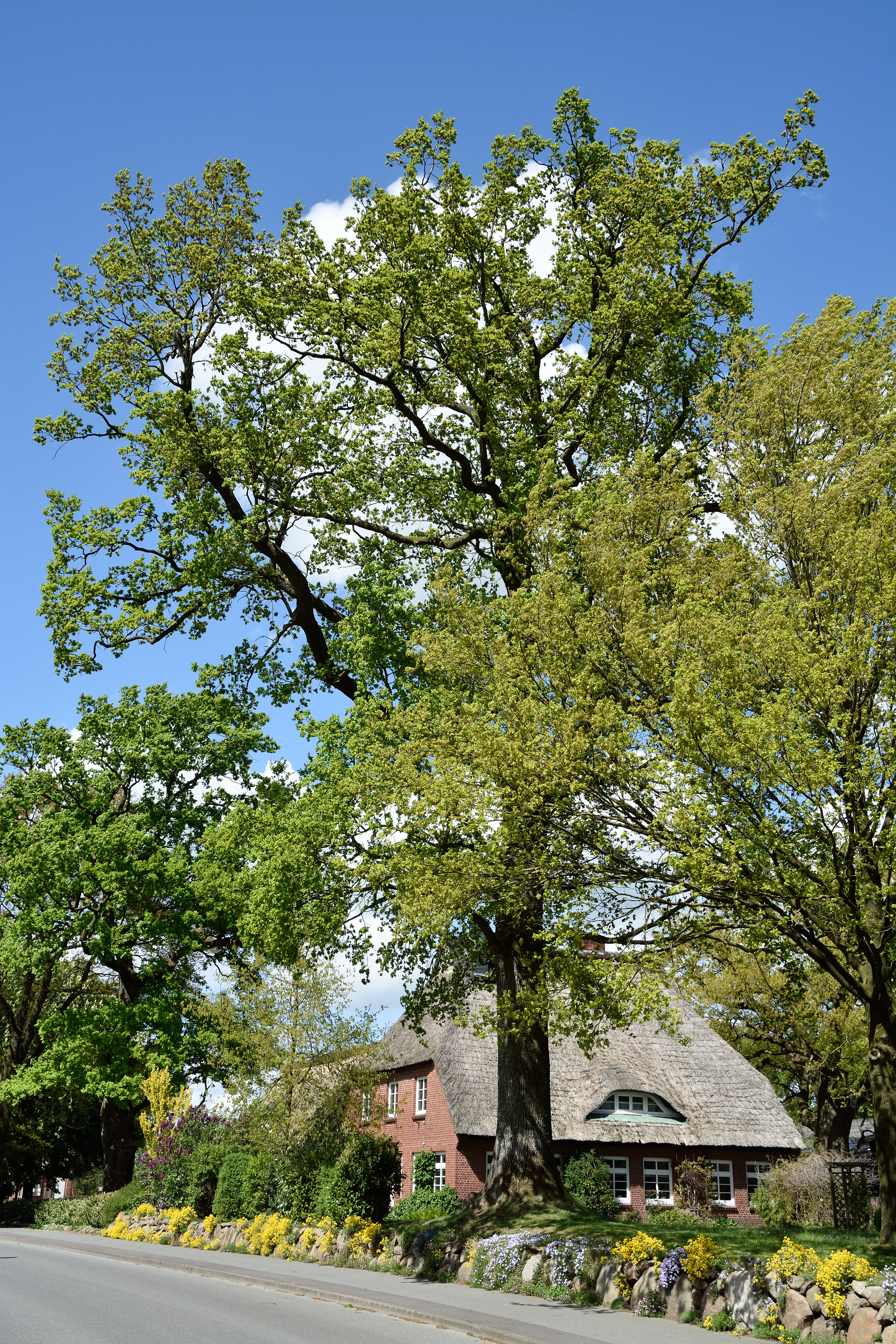
Eine von sieben Eichen an der Glückstädter Straße als Naturdenkmal